# Ашрафхан
Ашрафхан (д/н — 1061) — 8-й емір Волзької Болгарії у 1025/1026 і 1028—1061 роках.

## Життєпис
Походив з династії Дуло, суварської гілки. Син Муміна ібн Ахмада. Мав булгарське ім'я Балук. Посів трон 1025/1026 року після смерті брата Ібрагіма. Втім невдовзі вступив у конфлікт з сардаром карсибая (головнокомандувачем) Василем, якому відмовив у наданні в управління провінції Кашан. Тоді останній повстав проти Ашрафхана, який мусив тікати до міста Біляр. Владу в державі захопив його небіж Азгар.
У 1028 році чернігівський князь Мстислав Володимирович розпочав велику кампанію з підкорення рештків Хозарського каганату. При цьому планувалося встановити зверхність над Волзькою Болгарією. Війна розгорталася не зовсім вдало для булгар, що викликало невдоволення купців та міського населення. Цим вирішив скористатися Ашрафхан, який повалив Азгара, призначивши переможеного намісником Сувара.
Спочатку закріпив перенесення столиці з Великого Болгара до Біляра. Подальший перебіг війни з Мстиславом Володимировичем невідомий, але, ймовірно, вдалося загалом відбити русів й зберегти вплив держави до Нижньої Волги. Відомі також походи булгар на допомогу племенам касогів, що боролися з руськими загонами в Тьмутаракані.
Після завершення війни вирішив послабити вплив сардар курсибая, найняв огузів. У 1035—1036 роках мав нову війну з Мстиславом Володимировичем. Згідно з казанськими хроніками начебто останній потрапив у пастку булгар, які вбили Мстислава. За руськими літописами той помер, застудившись на полюванні.
В наступні роки зберігав мирні відносини з Київською державою. 1038 року довелося  придушувати  повстання арських племен (родинні удмуртам) на півночі.
Домігся, що частина джаїкських (уральських) половців прийняла іслам. 1043 року спонукав їх атакувати Західнокараханідську державу в Мавераннахрі, що стала   торговельним конкурентом Волзької Болгарії.
1050 року довелося придушити повстання залежних селян провінцій Кашан і Мартюба. На початку 1050-х років у пониззя Волги стали прибувати половці, які перед тим завдали поразки Огузькій державі, через яку булгарські купці здійснювали торгівлю з державами Центральної Азії. 1054 року була спроба відбити важливе торговельне місто Саксін (на місці хозарського Ітиля).
Зрештою Ашрафхан мусив укласти союз із якоюсь із половецьких орд, взявши її на службу й оженившись з донькою половецького хана. У 1060 році вчинено набіг на Ростов, де взято данину з навколишніх племен меря.
У 1061 році спалахнув заколот знаті, яка найняла «донських» половців на чолі з Ясінем. Зрештою емір Волзької Болгарії опинився в облозі в Білярі. Невдовзі місто впало, а Ашрафхана було вбито. До влади повернувся Азгар.